# Moloch (phim)
Moloch (tiếng Nga: Молох) là phần đầu trong loạt phim về các nhà độc tài thế kỷ XX của đạo diễn Aleksandr Sokurov, ra mắt lần đầu năm 1999.

## Diễn viên
- Leonid Mozgovoy... Adolf Hitler
- Yelena Rufanova... Eva Braun
- Vladimir Bogdanov... Martin Bormann
- Leonid Sokol... Joseph Goebbels
- Yelena Spiridonova... Magda Goebbels
- Anatoly Shvedersky... mục sư